# Intel Core i9
Intel Core i7 este o familie de procesoare de tip desktop x86-64 high-end, prima familie de procesoare de la compania americană Intel care folosește microarhitectura numită „Intel Nehalem”, fiind în același timp succesorul familiei de procesoare Intel Core 2 Duo. Modelele acestei familii de procesoare sunt alcătuite din 4 nuclee de tip monolitic (design monolitic înseamnă nuclee separate)[1] Procesoarele Core i7 se fabrică pe nucleul cu denumirea „Bloomfield”. Potrivit companiei Intel, noul sistem de denumiri îi ajută pe cumpărători să se decidă mai ușor asupra produselor pe care le achiziționează, în timp ce marca "Intel Core" continuă să existe. Core i7 a fost produs prima dată în fabrica din Costa Rica, dar momentan se produce și în fabricile lui Intel din SUA.
Procesoarele Intel Core i9 sunt recomandate pentru jocuri, deoarece oferă performanță ridicată. Modelele din serie au un număr mare de nuclee și suportă tehnologia Hyper-Threading, ceea ce le permite să ruleze mai multe operațiuni simultan. Aceasta se traduce într-o performanță mai bună în jocuri care beneficiază de multithreading.
De asemenea, procesoarele Core i9 au frecvențe de bază ridicate, ceea ce le permite să ruleze jocurile la viteze mai mari. Acest lucru poate duce la o experiență de joc mai fluidă și mai rapidă.
1. ↑  Vulpoiu Cristina. „Procesoarele Intel Core i9: sfaturi si recomandari”. Vulpoiu Cristina.